# Skorsten

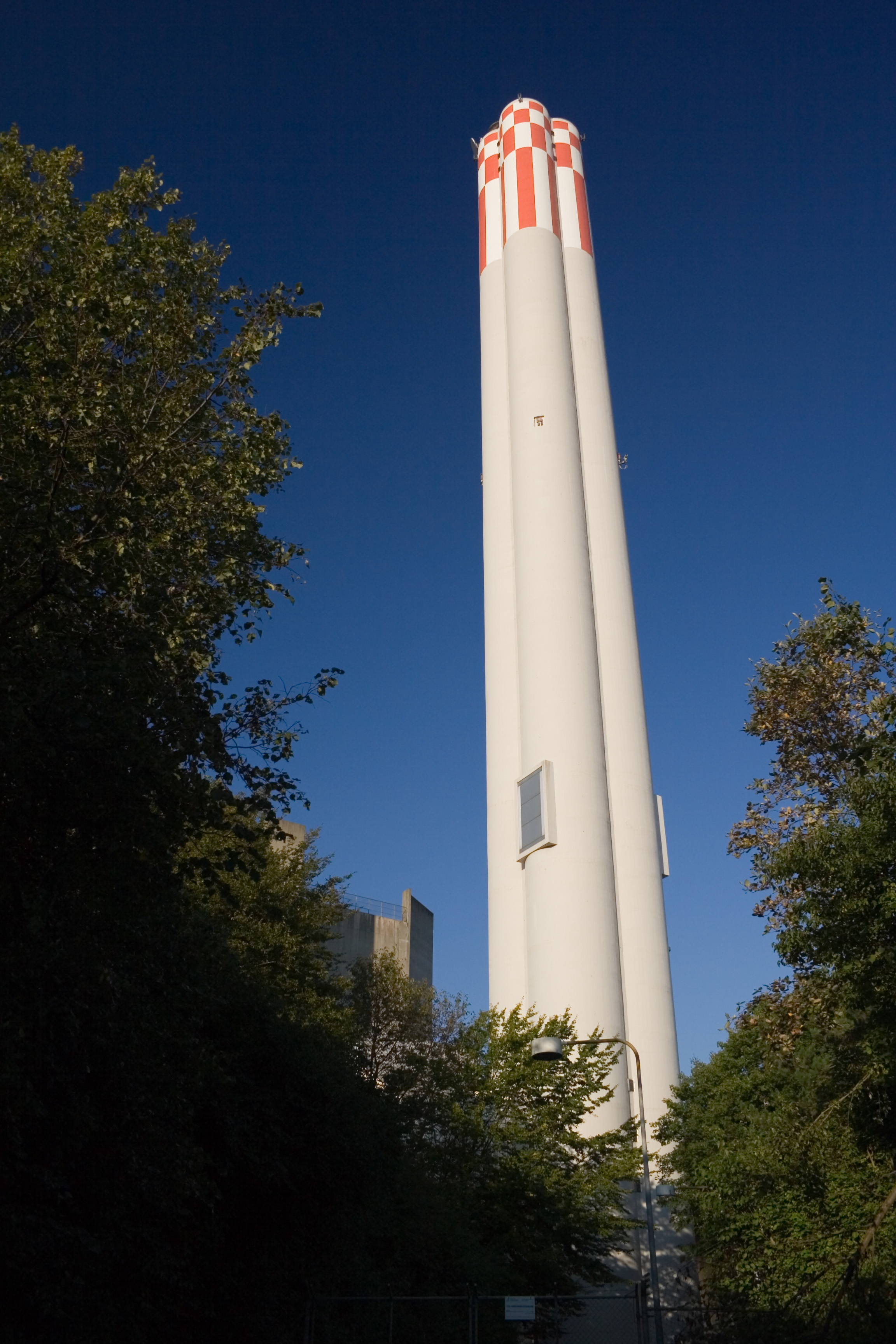
Skorsten till kraftvärmeverk

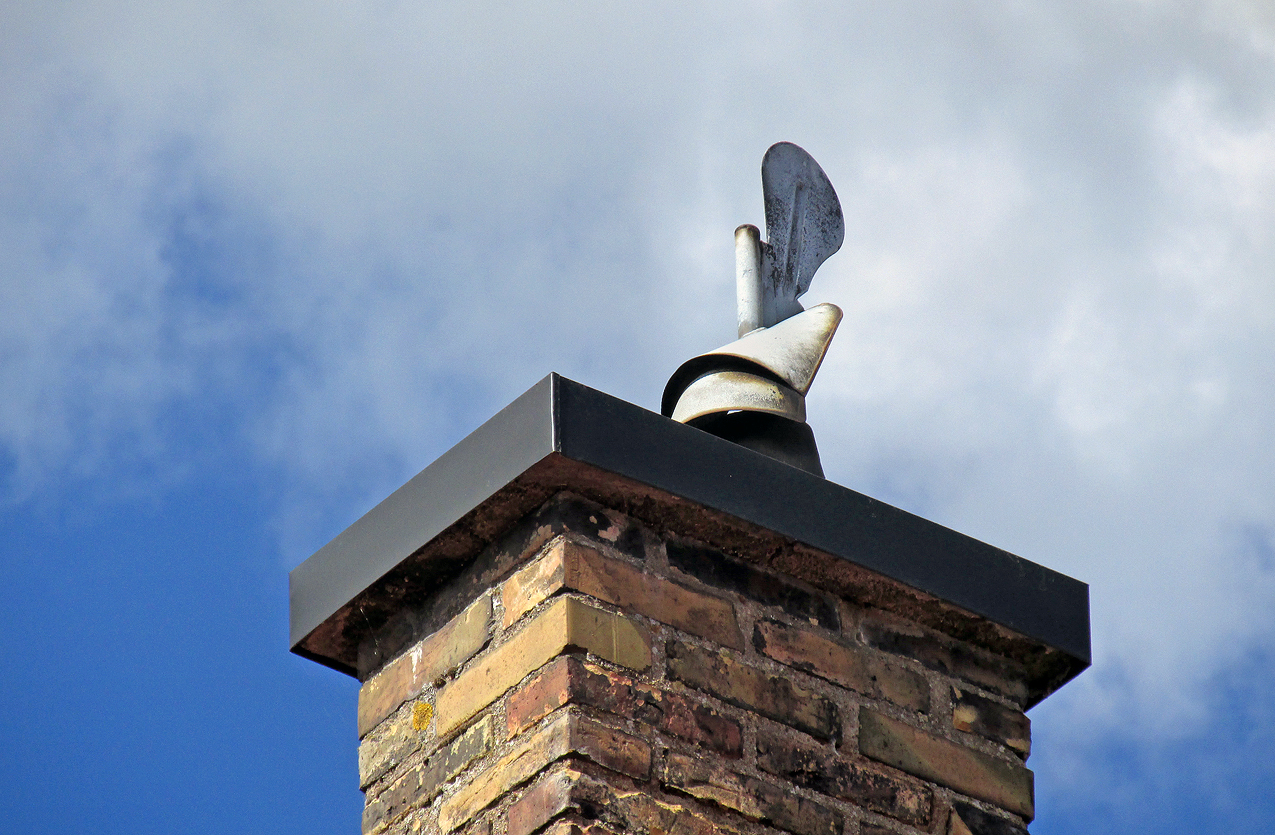
Skorsten på villa med en s.k. "skorstensdansare" som förbättrar draget.

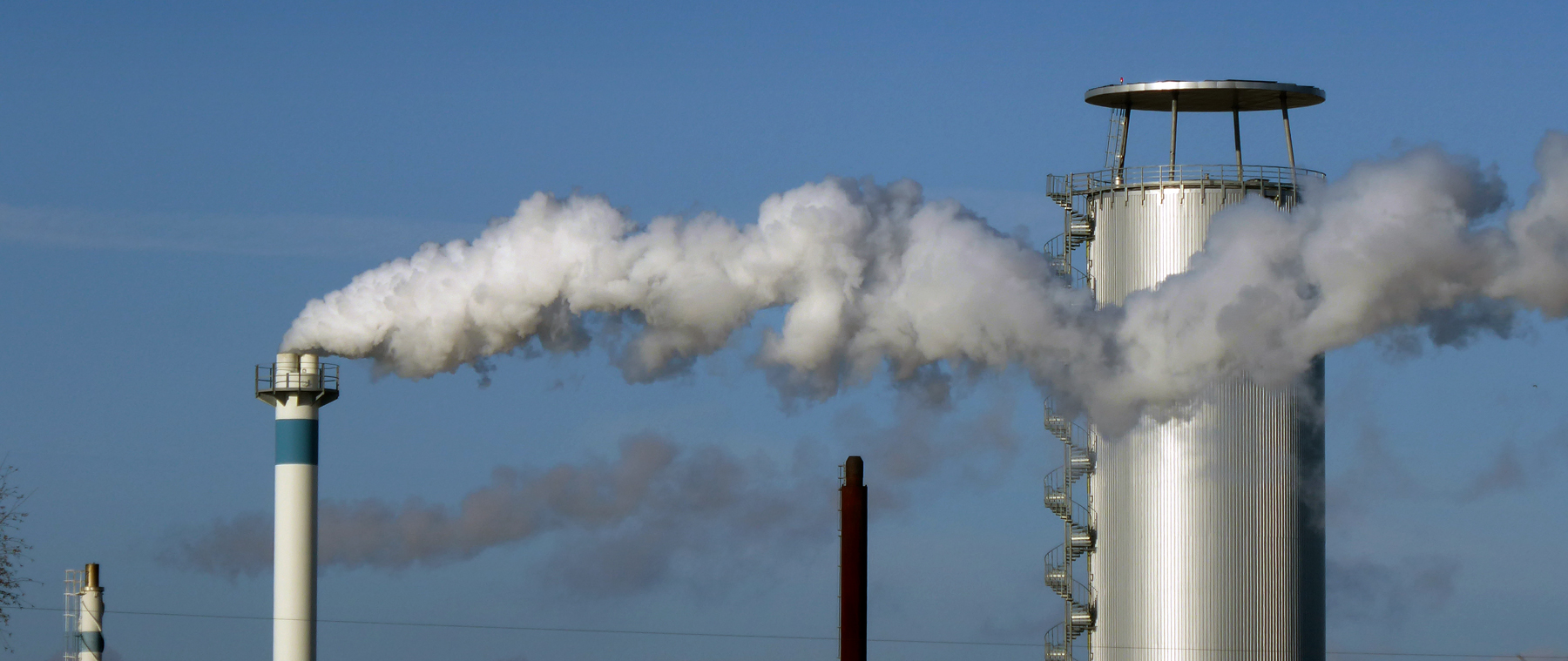
Skorstenar på plastfabriken i Ystad, th en Ackumulatortank.

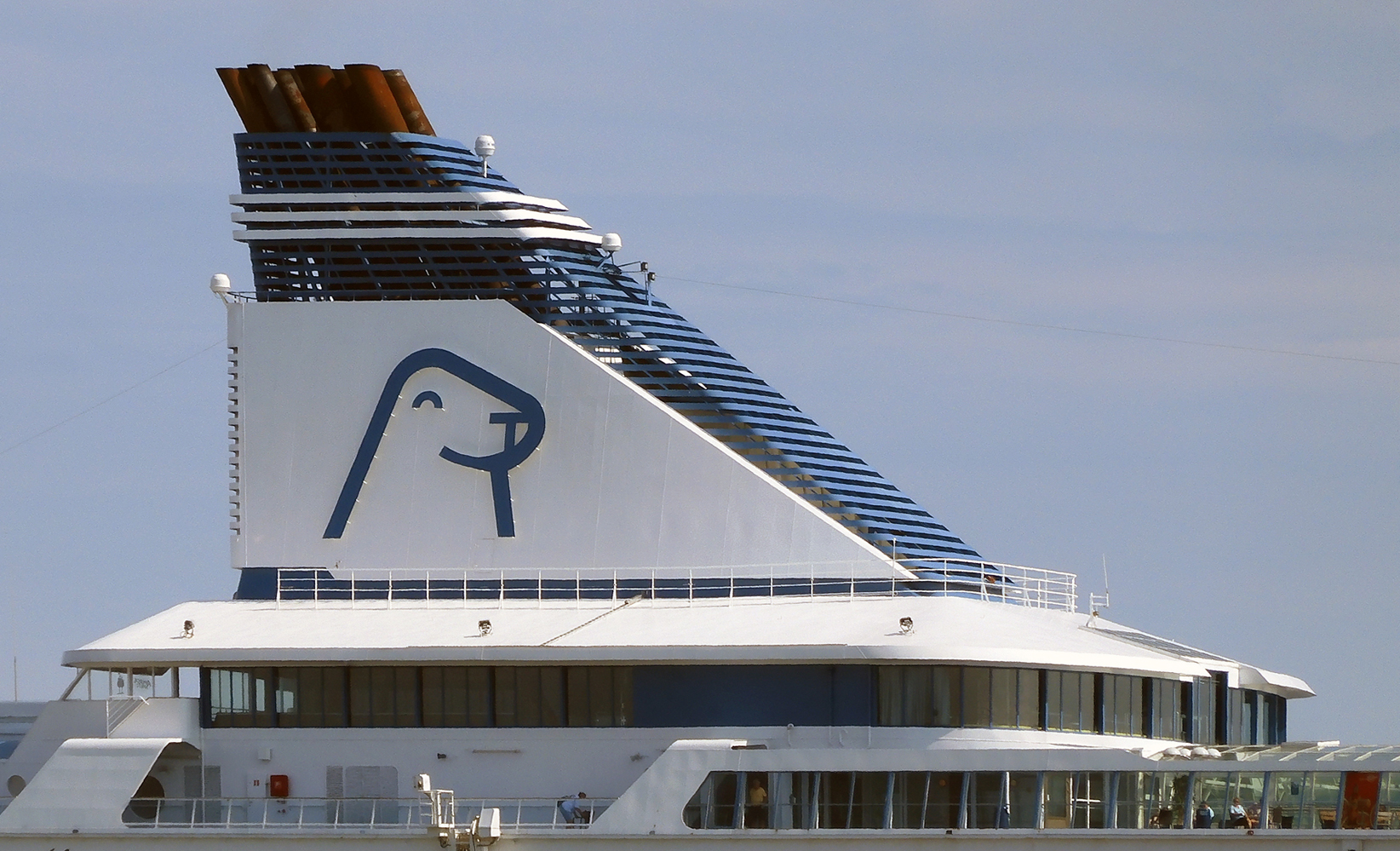
Skorsten på fartyget M/S Silja Symphony.

En skorsten är en anordning för att leda bort rökgaser som bildas vid förbränning av ett bränsle t.ex. i spisar, ugnar och förbränningsanläggningar som producerar fjärrvärme och elektricitet (kraftverk). Skorstenens uppgift är att sprida ut rökgaserna i atmosfären samt att dra förbränningsluft till eldstaden genom den s.k."skorstenseffekten" som bygger på självdrag. För att säkra ventilation och tillförsel av förbränningsluft utrustas många skorstenar med fläktar. Industriskorstenar kan vara mycket höga, upp till 400 meter.

## Material
Förr byggdes industriskorstenar oftast av tegel, sedan av stål och numera ofta av armerad betong. I äldre flerfamiljshus och villor är det fortfarande vanligt med murade tegelskorstenar. Idag finns på de flesta håll fjärrvärme, vilket gör att inga rökgaser behöver hanteras. Samma förhållande gäller  hus som värms med berg- eller solvärme. Nybyggda flerfamiljshus och villor har därför ofta enbart ventilation, ofta kombinerat med någon form av värmeåtervinning.
De villaskorstenar som installeras idag har i de flesta fall syftet att föra bort rökgaserna från braskaminer, ved- eller pelletspannor. De byggs nästan alltid av moduler, antingen tunga moduler av stenmaterial eller lätta konstruktioner av stål.

## Installation och säkerhet
Vanligtvis finns normer som ställer krav på skorstenars isolering och täthet. Det finns även krav på maximal temperatur på skorstenens ytteryta. Normerna är vanligen satta så att brand inte skall uppstå vid normal rökgastemperatur. Denna är dock endast ett tiotal grader lägre än antändningstemperaturen för riktigt torrt trä. Vid forcerad förbränning och/eller vid användning av dåliga pannor, kan rökgastemperaturen bli avsevärt högre än tillåtet. I sådana fall finns risk för brand, även med en skorsten som uppfyller normerna. 
Vissa bränslen, t.ex. briketter, har så högt energiinnehåll att förbrännings- och rökgastemperaturen blir ovanligt hög, vilket kräver försiktighet. Andra bränslen, t.ex. spannmål, genererar vid förbränning aggressiva ämnen som kräver att den del av skorstenen som kommer i kontakt med rökgaserna tillverkas av specialmaterial.
Dålig förbränning eller dåligt bränsle kan leda till att onormalt mycket avlagringar på skorstenens insida, blanksot, vilket på sikt kan leda till skorstenseld. Om skorstenselden varar länge, kan allvarliga skador på skorstenen uppstå.

## Olika driftformer
Moderna villapannor är så effektiva att de inte behöver vara i drift kontinuerligt för att ge tillräcklig värme, utan står stilla en stor del av tiden vilket betyder att rökgaserna hinner svalna. När rökgaserna, mätta vid skorstenens början, kontinuerligt håller en temperatur på över 160°C är skorstenen ständigt torr och varm. Här talar man om torr drift. Är rökgaserna under 160°C talar man om våt drift, dvs att aggressiv kondens kommer att fällas ut på insidan av skorstenen. Kondens kan orsaka stora problem i såväl skorsten som byggnad men går att hantera med speciell utrustning.

## Renovering och underhåll
Moderna modulskorstenar är i princip underhållsfria; det räcker med den lagstadgade sotningsplikten. Förhållandet är helt annorlunda när det gäller äldre tegelskorstenar som t.ex. installerades under det s.k. miljonprogrammet - 1960- och 1970-talen. Det är vanligt med lösa och nedfallna stenar, läckor m.m. De vanligaste metoderna för att täta rök- och ventilationskanaler är:
- Relining med kompositfoder
- Relining med flexibla stålrör
- Invändig glidgjutning med keramisk skorstensmassa

Kanaler som renoveras med kompositfoder eller skorstensmassa behåller sin area, men reliningskiktet blir hårt och är därför känsligt för t.ex. sättningar. Flexibla stålrör motstår sättningar, men kanalarean minskar . 